# 小堀健作
小堀 健作（こぼり けんさく、1946年 - ）は、茶道小堀遠州流の当代である第16世家元。号は「宗圓」。

## 来歴
疎開先の栃木県で生まれる。日本大学文理学部国文学科を卒業した。
1999年（平成11年）に父である第15世文雄（宗通）が亡くなったことにより家元を継ぐ。
柳営茶会や、鹿島神宮、香取神宮など、各地で懸釜を行なっている。また、日本国外でもウズベキスタンやヨルダンなどで茶会を実施している。